# Niclas Rasck
Niclas Rasck, född 10 mars 1969, är en svensk före detta fotbollsspelare som under sin karriär spelade för Djurgårdens IF och Örebro SK. Han spelade främst som högerback. 
Han värvades till den allsvenska nykomlingen Djurgården inför säsongen 1999 men laget åkte ut ur högsta serien direkt. Rasck stannade kvar i laget. Därefter har laget gått väldigt bra fram till och med 2005, vilket gjort att han vunnit både SM-guld och Svenska Cupen tre gånger. Till detta kommer spel i UEFA-cupen, kval till Champions League och Royal League. Inför säsongen 2004 köptes Matias Concha in till laget från Malmö FF och därefter var Rasck reserv för den positionen. Rasck spelade även på mittfältet i några matcher. Tröjnumret under åren i DIF var 18 och säsongen 2006 blev hans sista som fotbollsspelare på högsta nivå.

## Meriter
- Svenska cupen: 2002, 2004, 2005
- SM-guld 2002, 2003, 2005

## Klubbar
- Djurgårdens IF 1999–2006
- Örebro SK 1995–1998
- Ludvika FK (Moderklubb)